# 聖なるイチジクの種
『聖なるイチジクの種』（せいなるイチジクのたね、ペルシア語: دانه‌ی انجیر معابد ; ラテン文字転写: Dāne-ye anjīr-e ma'ābed ; 英題: The Seed of the Sacred Fig）は2024年のモハマド・ラスロフ監督によるドラマ映画である。本作は2022年のマフサ・アミニの死をきっかけにした抗議運動に揺れるイランを舞台に、ある家族が一丁の銃を巡って崩壊していく様を描いている。

## 概要
『聖なるイチジクの種』は2024年、第77回カンヌ国際映画祭のコンペティション部門で上映され、上映後には約12分にもわたるスタンディングオベーションが送られた。また、同映画祭で審査員特別賞を受賞している。監督のモハマド・ラスロフは本作の撮影終了後、自作映画でイラン政府を批判したとして、国家安全保障に反する罪により懲役8年、むち打ち、財産没収の実刑判決を受けたが、執行される前に国外へ脱出しドイツへと亡命した。
本作は2024年ナショナル・ボード・オブ・レビュー賞で外国語映画賞を受賞、第50回ロサンゼルス映画批評家協会賞ではラスロフが監督賞を受賞した。第97回アカデミー賞ではドイツ代表作品として出品され、国際長編映画賞にノミネートを果たした。

## ストーリー
マフサ・アミニの死を契機に全国的に抗議運動が過熱するイラン。政府当局は武力でもってデモ参加者を弾圧していた。
20年にわたる勤続の後に予審判事に昇進したイマンは、仕事柄危険性があるため、護身用に拳銃を支給される。彼は自らの職に疑問を抱きながらも反体制派のデモ参加者に不当な刑罰を下す仕事に従事していたのである。
イマンの妻ナジメは毎晩疲弊して帰宅する夫を献身的に支え、2人の娘たちにも国家公務員としての父親の仕事を考慮して、行動をわきまえるように促す。しかし、娘のレズワンもサナも家の外で起こっている不正義に疑問を抱き、SNSを通じて現実に起こっていることの真相を追究していた。
そんなある日、イマンの拳銃が消えた。最初はイマンの不届きが原因かと思われたが、彼の疑念はやがて家族へと向けられていく。拳銃を紛失したことが発覚したら、イマンは信用を失うばかりでなく、解雇され服役する可能性すらある。イマンは必死になって拳銃を見つけようとし、家族への疑念は次第に暴走し始める――。

## 製作
映画は2023年12月から2024年3月にかけて秘密裏に撮影された。本作撮影時にはラスロフはすでに逮捕・投獄された経験があったため、警察に踏み込まれた場合にキャストやスタッフにも危険が及ぶ可能性があることから、多くのシーンを現場に監督不在の状態で撮影し、ラスロフはオンラインで撮影の指示出しを行った。
しかし、撮影の最中にラスロフに対して再度の実刑判決が下るという情報が入った。ラスロフは手続きに時間がかかることや、2週間のノウルーズを利用して撮影を終わらせた。撮影終了後、判決が確定すると同時にラスロフは2時間で国外への脱出を決意し、徒歩でイラン国境を越えた。
撮影された映像はイランからハンブルクに密かに持ち出され、アンドリュー・バードによって編集された。完成版には実際の抗議デモや警察による暴行を捉えた映像も加えられた。

## キャスト
- イマン：ミシャク・ザラ
- ナジメ：ソヘイラ・ゴレスターニ
- レズワン：マフサ・ロスタミ
- サナ：セターレ・マレキ
- サダフ：ニウシャ・アフシ